# Пелагий II
Пелагий II (на латински: Pelagius PP. II) е римски папа от 26 ноември 579 г. до 7 февруари 590 г.
Избран е след 4 месеца след смъртта на своя предшественик. Въпреки че е роден в Рим, той има явно готски произход, тъй като името на баща му е Винигилд.
В 579 г. папа Пелагий II ръкополага Григорий Велики за дякон и го изпраща в качеството му на свой представител в Константинопол.
В 587 г. вестготите, които господствали в Италия приемат християнството.
Пелагий умира от чумната епидемия, която опустошава Рим през 590 г. За негов заместник е избран Григорий Велики.